# Konstantin Kuzakov
Konstantin Stěpanovič Kuzakov (rusky: Константин Степанович Кузаков; 4. září 1908, Solvyčegodsk – 12. září 1996, Moskva) byl sovětský novinář a politik, jeden z funkcionářů sovětské televize, rozhlasu a filmu a hlavní redaktor literárně dramatických pořadů sovětské televize. Tvrdil o sobě, že je nemanželským druhým synem diktátora Josifa Stalina.

## Životopis

### Původ
Kuzakov se dne 4. září 1908 v Solvyčegodsku. Podle vlastních slov měl tři bratry a dvě sestry. Jeho matka - Marie Prokopjevna - nikde nepracovala, věnovala se rodině, pronajímala vyhnancům pokoj. Matčin manžel - Stěpan Michajlovič - zemřel dva roky před jeho narozením. Kuzakov v roce 1995 veřejně prohlásil, že je nemanželským dítětem Josifa Stalina, ačkoli pro to neexistuje žádný důkaz. Kuzakov tvrdil, že jeho matka Marie Kuzakova byla Stalinovou bytnou a milenkou během jeho vyhnanství v Solvyčegodsku v roce 1911. Jeden ze Stalinových životopisců, Simon Sebag Montefiore, Kuzakovovo tvrzení podpořil. Podle Montefioreho byla Marie v době Stalinova odchodu z vyhnanství stále těhotná.

### Kariéra do roku 1953
Konstantin byl zapsán na Leningradskou univerzitu, podle Montefioreho možná s diskrétní Stalinovou pomocí. Podle Kuzakova ho NKVD v roce 1932 donutila podepsat prohlášení, v němž sliboval, že nikdy nevyzradí pravdu o svém původu.
Kuzakov nějakou dobu vyučoval filozofii na Leningradském vojenském technickém institutu. Poté získal práci v aparátu Ústředního výboru v Moskvě. Za druhé světové války sloužil jako plukovník. V roce 1947, když pracoval pro Andreje Ždanova, velmi blízkého Stalinova spojence, byl spolu se svým zástupcem obviněn, že jsou americkými špiony. Ačkoli nikdy nebyl oficiálně představen muži, o němž tvrdil, že je jeho otcem, Kuzakov tvrdil, že při jedné příležitosti, kdy pracoval v Kremlu, „se Stalin zastavil, podíval se na mě a já cítil, že mi chce něco říct. Chtěl jsem se k němu vrhnout, ale něco mě zastavilo. Mávl dýmkou a šel dál.“ Sebag-Montefiore tvrdí, že Stalin sice zabránil Kuzakovovu zatčení, ale i přesto byl vyloučen z komunistické strany.

### Po roce 1953
Po Stalinově smrti a zatčení Lavrentije Beriji byl Kuzakovovi obnoveno členství ve straně, později zastával různé funkce spojené s kulturou, Byl členem kolegia Státního výboru SSSR pro televizní a rozhlasové vysílání při Radě ministrů SSSR a od 17. října 1960 jeho místopředsedou. Od 6. června 1962 byl šéfredaktorem Hlavní redakce přírodovědného vysílání a 30. srpna následujícího roku byl jmenován šéfredaktorem Hlavní redakce literárně-dramatického rozhlasového vysílání. Od 9. března 1971 byl šéfredaktorem Hlavní redakce literárních a dramatických pořadů Ústřední televize
V roce 1987 odešel do důchodu.
Zemřel 12. září 1996 a je pohřben v Moskvě na Jaseněvském hřbitově.